# Puig del Coscollar
El Puig del Coscollar és una muntanya de 391 metres que es troba entre els municipis de la Bisbal del Penedès i el Montmell, a la comarca del Baix Penedès.